# Anžero-Sudžensk
Anžero-Sudžensk è una città della Russia siberiana meridionale, situata nella oblast' di Kemerovo. Sorge nel bacino del Kuzbass, 115 chilometri a nord del capoluogo Kemerovo.